# Коптогай (Байганінський район)
Коптога́й (каз. Көптоғай) — село складі Байганінського району Актюбінської області Казахстану. Входить до складу Копинського сільського округу.
У радянські часи село називалось Баршакум.
Населення — 42 особи (2021; 109 у 2009, 174 у 1999, 458 у 1989).